# Ouzera
Ouzera est une commune de la wilaya de Médéa en Algérie.

## Géographie
La commune est située dans le tell central algérien dans l'Atlas tellien dans l'Atlas blidéen à environ 81 km au sud-ouest d'Alger et à 8 km au sud de Médéa et à environ 35 km au sud-ouest de Blida et à 11 km au nord Berrouaghia et à 90 km à l'est d Aïn Defla et à 72 km au sud-est de Tipaza.
| Médéa                   | El Hamdania |              |
| Tizi Mahdi, Si Mahdjoub | Ouzera      | El Omaria    |
| Benchicao               | Berrouaghia | Ouled Brahim |

## Histoire
La commune s'appelait Loverdo pendant la colonisation française.